# Mesorregión Metropolitana de Salvador
La mesorregión Metropolitana de Salvador es una de las siete mesorregiones del estado brasileño de Bahía. Es formada por la unión de 38 municipios agrupados en tres microrregiones.
Es en esta mesorregión que se localiza la capital y el mayor polo industrial del estado. Su población es de aproximadamente cuatro millones y seiscientos mil habitantes. 
Los principales municipios son:  Salvador, Camaçari y Simões Filho.

## Microrregiones
- Catu
- Salvador
- Santo Antônio de Jesus

- Datos: Q14205360